# Pistolet modèle an XIII
Le pistolet modèle an XIII était un pistolet d'arçon des guerres napoléoniennes, en service dans les unités françaises à partir de 1806.
Le pistolet modèle an XIII (l'an XIII correspond dans le calendrier républicain à la période du 23 septembre 1804 jusqu'au 22 septembre 1805) reprend une grande partie du pistolet modèle an IX (en), auquel il succède, mais reprend également des éléments du pistolet modèle 1786 (en) de la marine, en particulier la capucine qui maintient le canon en place. Plus de 300 000 pistolets sont produits, principalement à Charleville, Maubeuge, Saint-Étienne et en petite quantité à Tulle (pour la marine) entre 1806 et 1814.
Le pistolet modèle an XIII est conçu pour équiper les unités montées, chaque cavalier touchant une paire de pistolets. Il est également en usage dans la marine (souvent équipé d'un crochet de ceinture). Ces pistolets restent en service jusque dans les années 1840, date à laquelle les exemplaires encore bons pour le service sont convertis en pistolets à percussion.
Comme les nouveaux pistolets au modèle 1816 et 1822, ils seront transformés à percussion (modèle an XIII T) par modification de la platine et du canon.
Vers 1860 les pistolets encore en bon état seront alors à nouveau transformés pour s'adapter à la balle des fusils. Les canons seront rayés devenant ainsi le modèle an XIII T bis. La baguette sera changée pour la baguette « tulipe » qui permettait de mesurer une quantité de poudre qu'il fallait ôter de la cartouche de fusil pour l'adapter aux contraintes du pistolet.
De nombreux pistolets an XIII T bis serviront encore en 1870 à la surveillance des ports, montrant une longévité exceptionnelle (plus de 60 ans) pour l'usage de cette arme à feu légendaire.

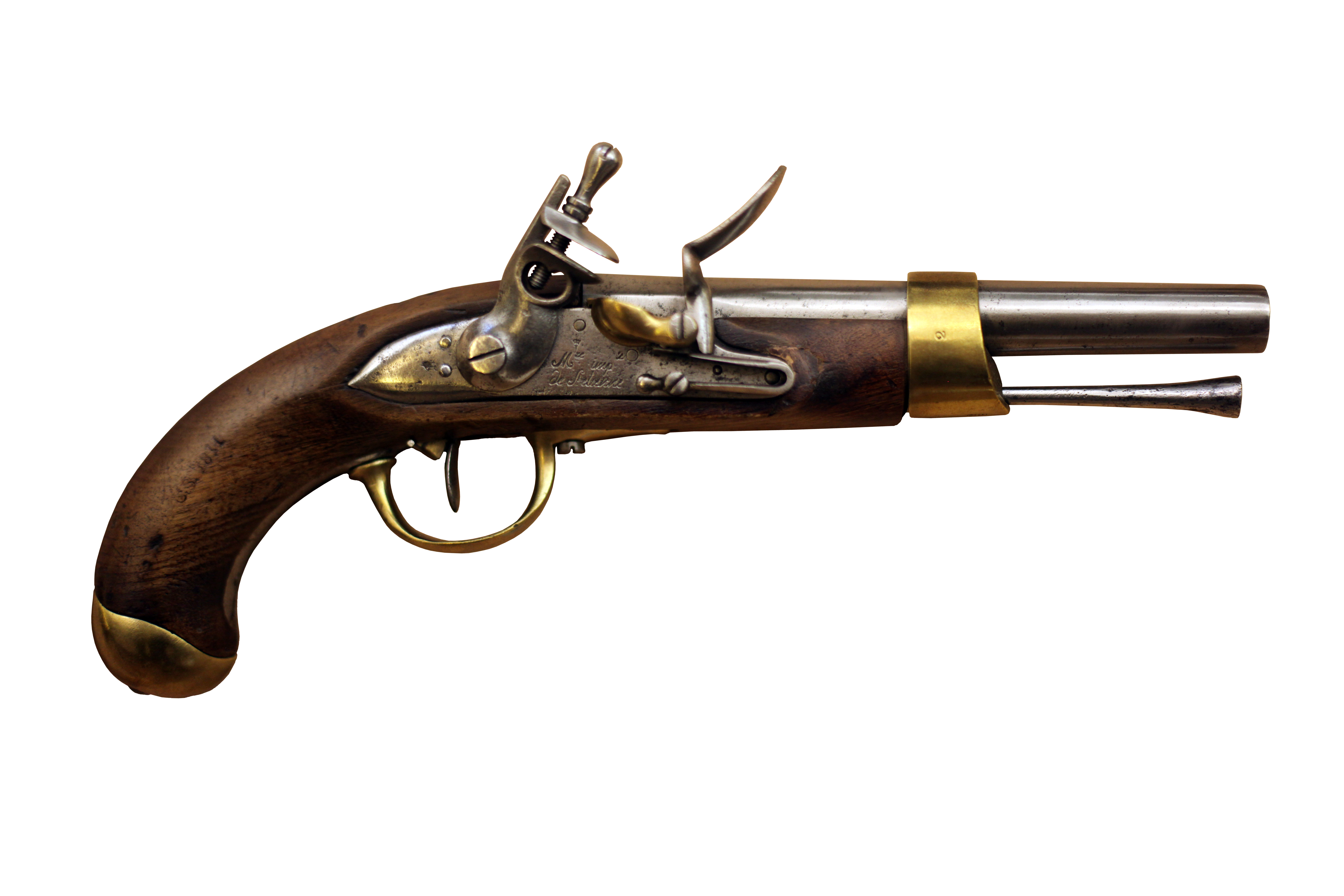
Pistolet de marine, exposé au Musée national de la Marine à Paris.